# Canon de 17 cm SK L/40
Le canon de 17 cm SK L/40 est un canon naval de la Kaiserliche Marine qui est utilisé sur deux classes de cuirassés allemands pré-dreadnought, la classe Braunschweig et la classe Deutschland comme batterie secondaire. Plus tard, ils sont adaptés pour le service terrestre pendant la Première Guerre mondiale et la Seconde Guerre mondiale.

## Description
Le canon de 17 cm SK L/40 bien que désigné comme 17 cm, son calibre réel est de 17,26 cm. Il utilise le bloc coulissant horizontal Krupp, ou « coin », comme on l'appelle parfois, dans une conception de chargement par la culasse, plutôt que la vis interrompue couramment utilisée dans les canons lourds d'autres nations. Cela nécessite que la charge propulsive soit chargée dans un boîtier métallique (généralement en laiton) qui assure l'obturation, c'est-à-dire scelle la culasse pour empêcher la fuite du gaz propulseur en expansion.

### Utilisation navale
La batterie secondaire de classe Braunschweig est composée de quatorze canons de 17 cm SK L/40 à tir rapide, dont quatre sont montés dans des tourelles simples au milieu du navire, les dix restants dans des casemates autour de la superstructure. Ces canons ont un total de 1 820 obus, pour 130 coups par canon et une cadence de tir d'environ 6 par minute. Pour traverser le canal de Kiel, les trois canons centraux à casemate doivent être retirés dans leurs logements, car ils ne sont pas en mesure de s'aligner complètement sur les flancs des navires. Avec les canons entièrement mis en place, les navires ont été trop larges pour tenir dans le canal.
La batterie secondaire de classe Deutschland est composée de quatorze canons de 17 cm SK L/40 à tir rapide montés dans des casemates au milieu du navire. Cinq sont mis en place dans le pont supérieur et deux un pont plus haut dans la superstructure de chaque côté. Ces canons ont un total de 1 820 obus, pour 130 coups par canon et une cadence de tir d'environ 6 par minute. Les canons ont un arc de train de 160°.

### Canon de campagne de la Première Guerre mondiale
Lorsque les pré-dreadnoughts commencent à être relégués à des tâches d'entraînement en 1916. Les canons sont adaptés à l'utilisation terrestre en les montant sur un chariot improvisé, mais cela s'avère extrêmement lourd, souvent trop lourd pour être déplacé à cheval, même après avoir été décomposé en trois charges. La solution est de monter les canons, toujours sur leurs affûts, sur des wagons pour augmenter leur mobilité stratégique.

### Canon de chemin de fer de la Première Guerre mondiale
Un certain nombre de canons sont utilisés comme canons de chemin de fer pendant la Première Guerre mondiale.

### Canon de chemin de fer de la Seconde Guerre mondiale
Six canons sont utilisés comme canons ferroviaires à partir de 1938. Ils passent la guerre affectés aux Artillerie-Batteries 717 et 718 (E) le long des côtes de la Manche.

## Galerie

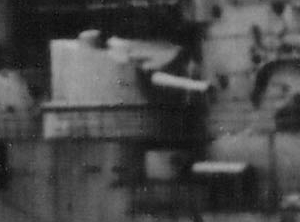
Canons de 17 cm montés dans la tourelle supérieure et la casemate inférieure à tribord du cuirassé allemand SMS Hessen.
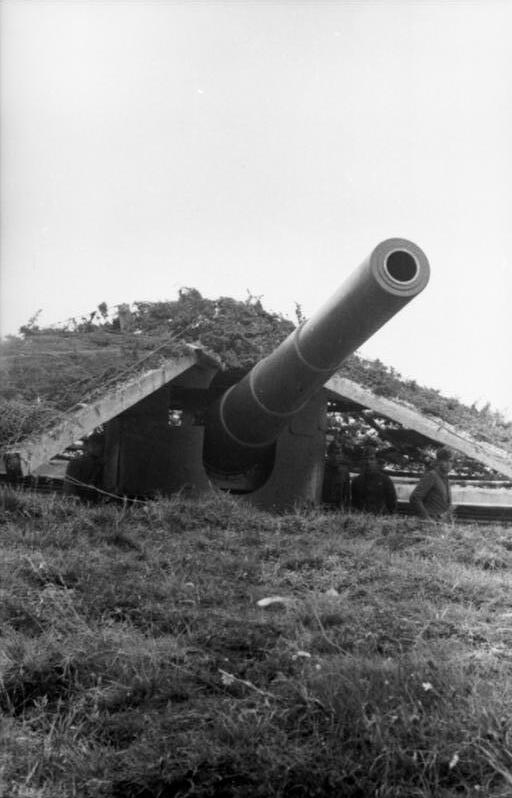
Un canon de 17 cm SK L/40 dans le mur de l'Atlantique.
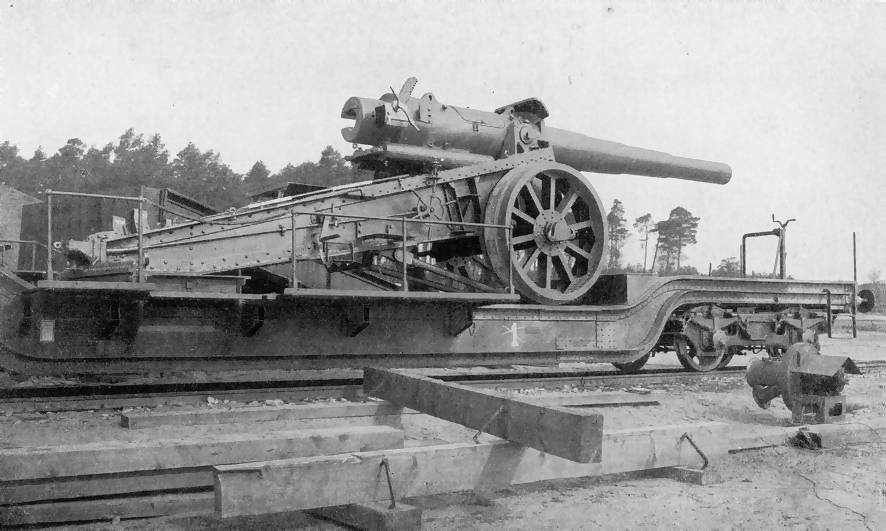
17 cm SK L/40 iRL sur Eisenbahnwagen.
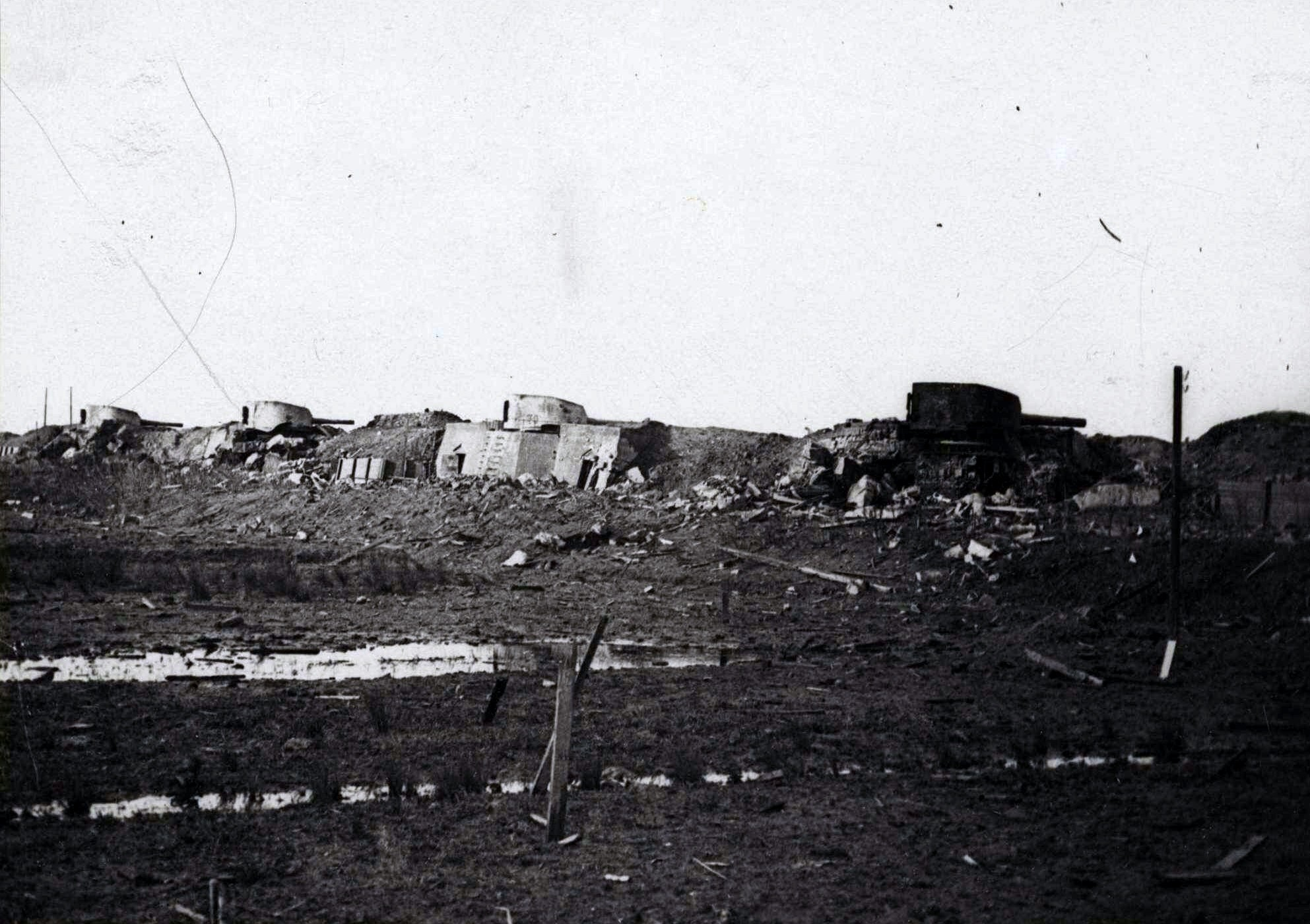
Les quatre canons de la batterie Friedrichsort à Zeebruges, Belgique.
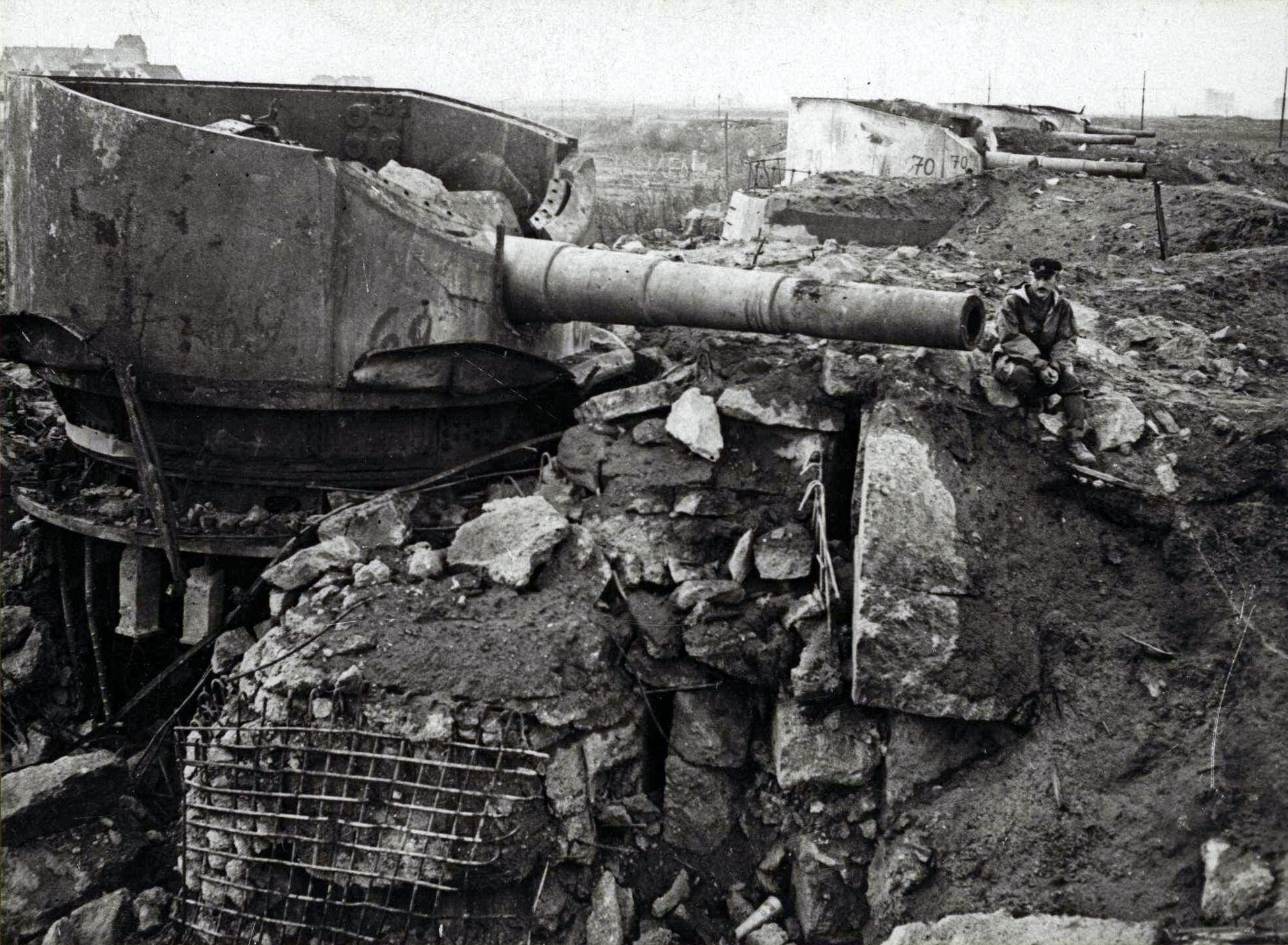
Un canon saboté de la batterie de Friedrichsort.
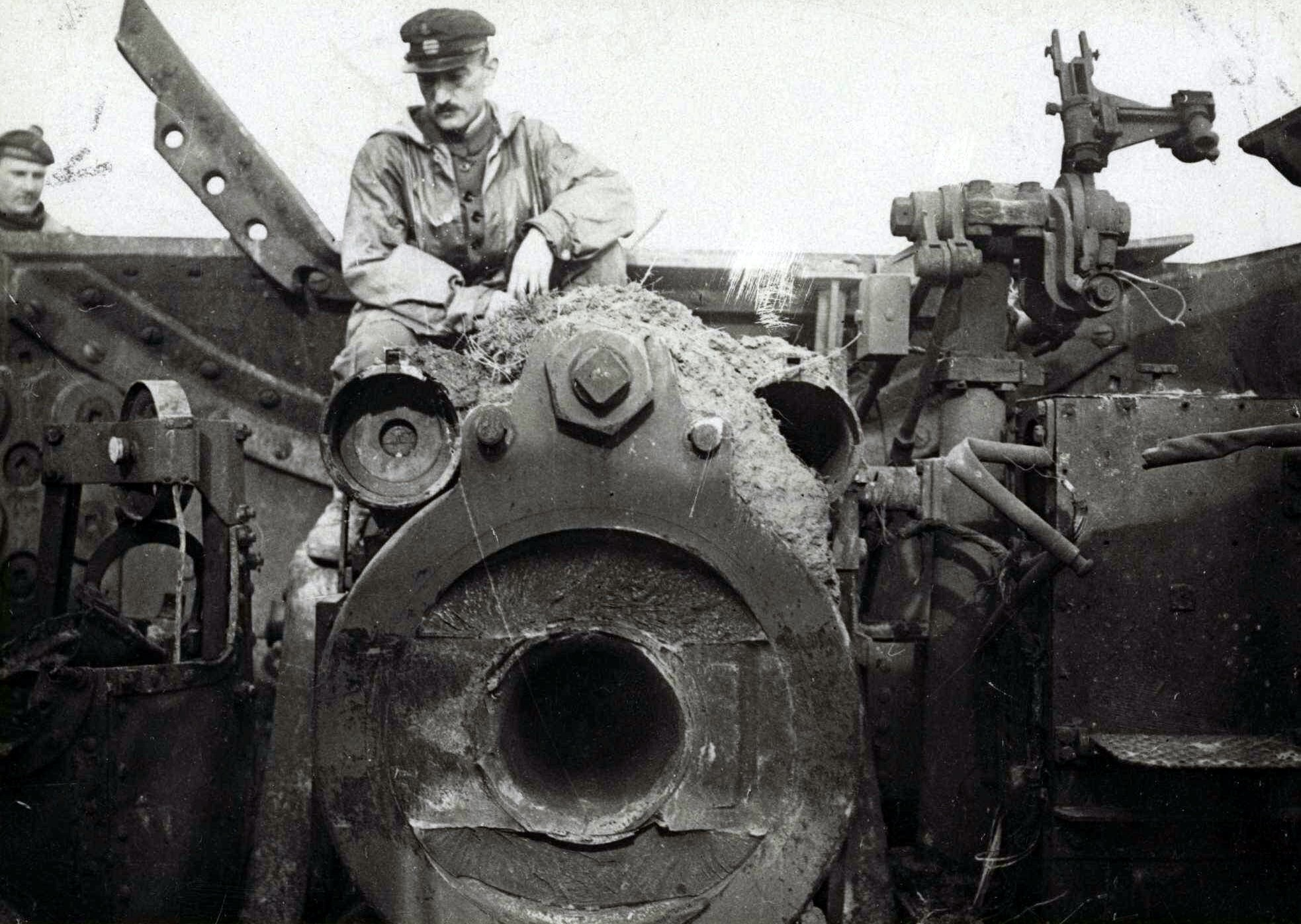
La culasse endommagée d'un canon de la batterie de Friedrichsort.